# Probus (Konsul 513)
Flavius Probus war ein spätantiker römischer Politiker zur Zeit des Ostgotenreichs zu Beginn des 6. Jahrhunderts.
Laut Ennodius zeichnete sich seine Familie durch Studien und Rechtschaffenheit aus. Er selbst genoss einen hohen Ruf für Gelehrsamkeit („unter den Gelehrten einen scharfen Verstand besitzend“). Probus führte die Ehrentitel vir clarissimus sowie vir illustris und war im Jahr 513 Konsul.
Sein Epitaph könnte erhalten sein: Verse, die offenbar einen Mann von Gelehrsamkeit und Beredsamkeit ehren, aus einer vornehmen Familie, genannt Probus, sind in einer Inschrift erhalten, die lautet: „Hoffnung eines edlen Geschlechts, Ruhm großer Vorfahren, geschickt im Geiste, gelehrt und eloquent in der Dichtung“.